# آيت أمحمد (أنزو)
آيت أمحمد هي إحدى مشيخات المملكة المغربية، تتبع جغرافيا لإقليم أزيلال وإداريًا لأنزو. يقدر عدد سكانها بـ 11447 نسمة حسب الإحصاء الرسمي للسكان والسكنى لسنة 2004.